# Laurence Roos
Laurence Roos (Kasterlee, 28 december 1993) is een Belgisch tandarts en dressuurrijdster. Ze stond anno 2021 106e op de wereldranking.

## Biografie
Roos studeerde tandheelkunde en reed met paarden als hobby. In de jeugd nam ze deel aan vijf Europese kampioenschappen. Haar beste resultaat was een zesde plaats in 2016 in de U25. 
In 2017 debuteerde ze als prof op het Europees kampioenschap en veroverde er de 21e plaats. Op het Belgisch kampioenschap in 2017 werd ze tweede. Ze werd ook twee keer genomineerd als VLP Talent of the Year (2016 en 2017)
Op de World Equestrian Games 2018 behaalde ze de 26e plaats en op de WEG 2019 behaalde ze een 25e plaats. 
In 2021 nam ze deel aan de Olympische Zomerspelen 2020 in Tokio. Ze behaalde er individueel de 23e plaats en de 10e plaats met het Belgische team.